# Novo Selo (Vukosavlje)
Novo Selo (szerbül: Ново Село), település Bosznia-Hercegovinában, Vukosavlje községben, a Szerb Köztársaság északi régiójában. Novo Selo településnek a Szerb Köztársaság területéhez került, lakatlan része.

## Fekvése
A település Bosznia-Hercegovina északi részén, Dobojtól légvonalban 40, közúton 56 km-re északkeletre, községközpontjától légvonalban 8, közúton 10 km-re északkeletre, a Boszna bal partján, a Szávamenti-síkságon, 93-95 méteres magasságban fekszik.

## Népessége
| Nemzetiségi csoport | Népesség 1991 | Népesség 2013 |
| ------------------- | ------------- | ------------- |
| Szerb               | 5             | 0             |
| Bosnyák             | 0             | 0             |
| Horvát              | 2626          | 0             |
| Jugoszláv           | 24            | 0             |
| Egyéb               | 14            | 0             |
| Összesen            | 2669          | 0             |

## Története
A hagyomány szerint a falut először „Balimbegovac”, majd „Balibegovac”, végül „Balegovac” néven ismerték, majd 1955-ben az akkori kommunista kormány politikai okokból „Novo Selo”-ra változtatta a nevet, amely ma is a hivatalos neve. A vidék gazdag történelme arról tanúskodik, hogy a falut Bali bégről nevezték el, aki a török lovasság parancsnoka volt, és részt vett Belgrád bevételében és a mohácsi csatában is. Szolgálataiért a szultán a „Konak” nevű birtokkal jutalmazta meg ezen a területen. Ennek a birtoknak a neve ma is létezik. A régi kolostori dokumentumokban rendelkezésre álló adatok szerint Balegovac települését először 1715 körül említik. A falu földje nagyon termékeny, vízben és tölgyerdőkben gazdag, folyami kavicsban és homokban gazdag, amelyek kiválóan alkalmasak az építkezésekre.
A település 1878-ig tartozott az Oszmán Birodalomhoz. Ekkor a berlini kongresszus határozata alapján az Osztrák-Magyar Monarchia része lett. 1879-ben az első osztrák-magyar népszámlálás során az Odžaki járáshoz tartozó Balegovac településnek, 81 háztartása, 689 római katolikus és 1 muszlim lakosa volt. 1910-ben az Odžaki járáshoz tartozó településen 168 háztartást, 1055 római katolikus és 1 muszlim lakost találtak. A monarchia szétesésével 1918-ban előbb a Szerb-Horvát-Szlovén Királyság, majd 1929-től a Jugoszláv Királyság része lett. Az 1929-es törvény értelmében, amikor Bosznia-Hercegovinát négy banovinára, Drinskára, Vrbaskára, Zetskára és Primorskára osztották, a település a Vrbaska banovina (Orbászi Bánság) része lett, amelynek székhelye Banja Luka volt. 1939-ben a közigazgatás átszervezésével a Hrvatska banovina (Horvát Bánság) része lett. 
A második világháborúban Jugoszlávia megszállása után a Független Horvát Állam (NDH) része lett. A második világháború után alig volt felnőtt korú férfi a faluban, mert mindannyian meghaltak a háború alatt. A második világháború után 1992-ig a település a szocialta Jugoszlávia keretében a Bosznia-Hercegovinai Népköztársaság része volt. 
A boszniai háború idején a település horvát lakosságát elűzték. A falu központjában álló, Szent Márknak szentelt régi kápolna volt. Ennek a kápolnának még az alapjai sem maradtak meg, mert azokat is tankláncokkal taposták, hogy "senkinek se jusson eszébe újraépíteni". A boszniai háborút lezáró daytoni békeszerződés rendelkezése alapján az ország területét felosztották a Bosznia-hercegovinai Föderáció és a boszniai Szerb Köztársaság között. A daytoni megállapodás aláírása után Odžak község legnagyobb része a Bosznia-Hercegovinai Föderáció részévé vált. A háború előtti Odžak község lakott települései közül azonban Gnionica, Jošavica és Srnava, valamint Odžak, Potočani és Vrbovac települések részei a Boszniai Szerb Köztársaság részévé váltak. Ugyancsak a községhez csatolták a korábban Modriča községhez tartozó Jakeš, Pećnik és Modrički Lug településeket. A daytoni megállapodás és az Odžakból történt szerb kivonulás után Jakeš egy részét Vukosavljére nevezték át. A horvát lakosság visszatérése csak 2000-ben indult meg. Amikor a lakosság a daytoni megállapodás után visszatért a száműzetésből, az Odžak önkormányzatának nyolcezer lakóegységéből egyetlen ház, egyetlen lakás, egyetlen szoba sem volt lakható, mert mindent kifosztottak, leromboltak és felgyújtottak. Így a gyönyörű és gazdag faluból egy elszenesedett rom és egy szeméttelep maradt. Minden lépés, minden egyes lépés magában hordozta az aknák okozta halál kockázatát. A múltban Belegovac volt az egyetlen falu Posavinában, amelynek soha nem volt saját temploma. Csak akkor, amikor Vrhbosna érseke, Vinko Puljić bíboros 2001-ben új plébániát alapított, amelyet Szent Péter és Pál apostoloknak szenteltek. A plébánia területileg nagyrészt egybeesik a Novo Selo helyi közösség (Balegovac) határaival, és magában foglalja a Gornja Dubica és az Odžak plébániák egyes részeit. Ennek területe ma a Bosznia-hercegovinai Föderációban és Odžak községben van és csak egy kis, lakatlan rész került a Szerb Köztársasághoz.

## Nevezetességei
- Szent Péter és Pál apostolok tiszteletére szentelt római katolikus plébániatemploma. Az újonnan épült templomot 2006. július 29-én szentelte fel Puljić bíboros.[5]

- Szent Márk tiszteletére szentelt, 1992-ben lerombolt római katolikus kápolnáját 1997-ben teljesen újjáépítették.[5]